# Sbohem a šáteček (báseň)
Sbohem a šáteček je báseň Vítězslava Nezvala ze stejnojmenné sbírky. Stojí ve zlomu poetismu a surrealismu. V básni však není ani mnoho poetistické lehkosti a radosti, ani mnoho surrealistického odpoutání od reality.
Tato báseň zaměnila volný verš za střídavý a volnost formy za poměrně přísnou strofiku. Nezval se zde tedy odklonil od avantgardy a přiklonil se zpět k tradičním podobám básní. Stejně tak i co se tématu týče.
Báseň také pozbyla podstatnou část tehdy moderní lyriky využívající metody volných asociací. Místo zcela nekontrolovaného proudu myšlenek dává autor sbohem krajinám a zážitkům, které utržil na své cestě do Francie, ze které se vrátil těsně před vydáním této básně.
Tuto báseň v roce 1937 zhudebnila česká hudební skladatelka Vítězslava Kaprálová s věnováním "Praze, nejkrásnějšímu z měst" před svým odchodem do Francie. 